# Peștera de marmură din Kosovo
Peștera de marmură sau Peștera Gadime (în albaneză Shpella e Mermerit, în sârbă Мермерна пећина, cu alfabetul latin: Mermerna pećina) este o peșteră carstică de calcar din satul Gadime e Ulët din comuna Lipjan din Kosovo. Se găsește la vest de muntelele Žegovac, la aproximativ 20 de kilometri sud de Pristina. O mare parte din peșteră a rămas neexplorată. Peștera a fost găsită în 1966 de un sătean, Ahmet Asllani, în timp ce lucra în grădina sa. Este considerată un fenomen natural aparte, apărut prin transformarea calcarului în marmură pură. Lungimea totală a peșterii este de 1.260 m, iar suprafața sa este de 56,25 hectare.

## Prezentare
Peștera Gadime este situată în calcarele de marmură aparținând erei mezozoice. Peștera s-a format în perioada terțiară. De-a lungul timpului, marmura a început să crape ca urmare a eroziunii tectonice.
Intrarea în peșteră este din două direcții. Direcția inferioară este relativ complicată și constă din 3 canale transversale, 2 coridoare paralele și curbe. Direcția superioară constă din două coridoare combinate. Se compune din trei niveluri, cu o lungime totală de 1260 de metri. La fundul peșterii s-au format numeroase iazuri, dintre care unele au adâncime de până la zece metri.
Galeriile din est sunt cunoscute sub denumirea de Galeriile Albastre. Temperatura peșterii este constantă, la 12-15 °C, în timp ce umiditatea aerului este în jur de 100%. A fost aproape complet îngropat în nămol și noroi înainte de descoperire.

## Turism
Peștera de marmură a fost descoperită în 1966 și a fost deschisă pentru vizitatori din 1976. Lungimea canalului, care este disponibil pentru turism, este de aproximativ 440 de metri. Numeroase canale și părți ale peșterii sunt încă necunoscute și insuficient explorate. Datorită specificului și unicității sale, peștera este protejată prin lege ca monument al naturii.